# Wikipédia en tadjik
Wikipédia en tadjik (en tadjik : Википедияи Тоҷикӣ, Vikipediai Tojikī) est l’édition de Wikipédia en tadjik, variété du persan parlée principalement au Tadjikistan. L'édition est lancée le 27 janvier 2004. Son code est : tg.
Au 31 juillet 2025, l'édition en tadjik contient 115 712 articles et compte 78 052 contributeurs, dont 87 contributeurs actifs et 6 administrateurs.

## Présentation

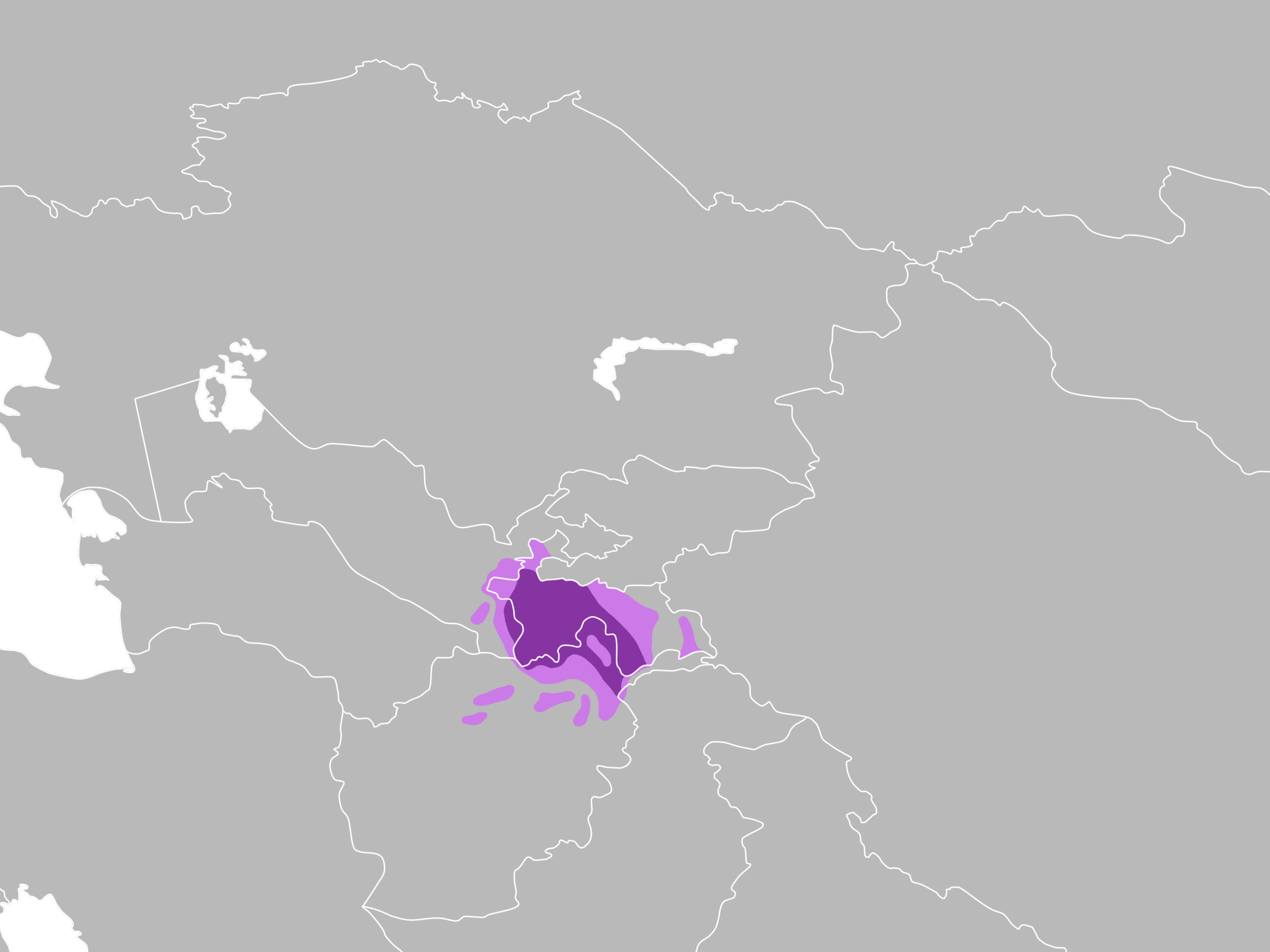
Aire de diffusion du tadjik.

Comme les éditions kazakhe et ouzbèke de Wikipédia, la Wikipédia tadjike est écrite dans deux alphabets différents, à savoir l'alphabet cyrillique et l'alphabet latin.  Voir par exemple l'article Google écrit en cyrillique et en latin. Par défaut, cependant, l'alphabet cyrillique est utilisé.

## Statistiques
- En février 2009, l'édition en tadjik compte quelque 8 800 articles et 1 700 utilisateurs enregistrés.
- Le 4 novembre 2022, elle contient 107 986 articles et compte 36 913 contributeurs, dont 68 contributeurs actifs et 6 administrateurs.
- Le 18 août 2024, elle contient 113 544 articles et compte 51 249 contributeurs, dont 79 contributeurs actifs et 6 administrateurs.